# Houston Police Department
Das Houston Police Department (HPD) ist die Hauptstrafverfolgungsbehörde der Stadt Houston in Texas sowie einiger Nachbarorte. 5300 Polizisten und 1200 Zivilisten arbeiten im Houston Police Department.

## Geschichte
Das Houston Police Department wurde im Jahr 1841 gegründet, fünf Jahre nach der Gründung der Stadt Houston. Im Jahr 1910, wo sich die Stadt und das Department schnell vergrößerten, wurde das Erste Verkehrskommando gegründet. Im Jahr 1921 errichtete das HPD die erste Verkehrsampel der Stadt.
Im August 1973 war das HPD in den Ermittlungen der Mord- und Vergewaltigungsserie von Dean Corll beteiligt, welche zum großen Teil im Vorort von Houston, Pasadena, stattfand. Im Jahr 1975 wurde die Erste SWAT-Einheit des Departments aufgestellt.